# Петреу (Бихор)
Петреу (рум. Petreu) насеље је у Румунији у округу Бихор у општини Абрамуц. Oпштина се налази на надморској висини од 127 m.

## Становништво
Према подацима из 2002. године у насељу је живело 1629 становника.

### Попис2002.
| Расподела становништва по националности 2002.‍ | Расподела становништва по националности 2002.‍ | Расподела становништва по националности 2002.‍ | Расподела становништва по националности 2002.‍ | Расподела становништва по националности 2002.‍ |
| --------------------------------------------- | --------------------------------------------- | --------------------------------------------- | --------------------------------------------- | --------------------------------------------- |
|                                               |                                               |                                               |                                               |                                               |
| Румуни                                        | Румуни                                        |                                               | 224                                           | 13,8%                                         |
| Мађари                                        | Мађари                                        |                                               | 1.001                                         | 61,5%                                         |
| Роми                                          | Роми                                          |                                               | 381                                           | 23,4%                                         |
| Немци                                         | Немци                                         |                                               | 22                                            | 1,4%                                          |